# Mary White Ovington

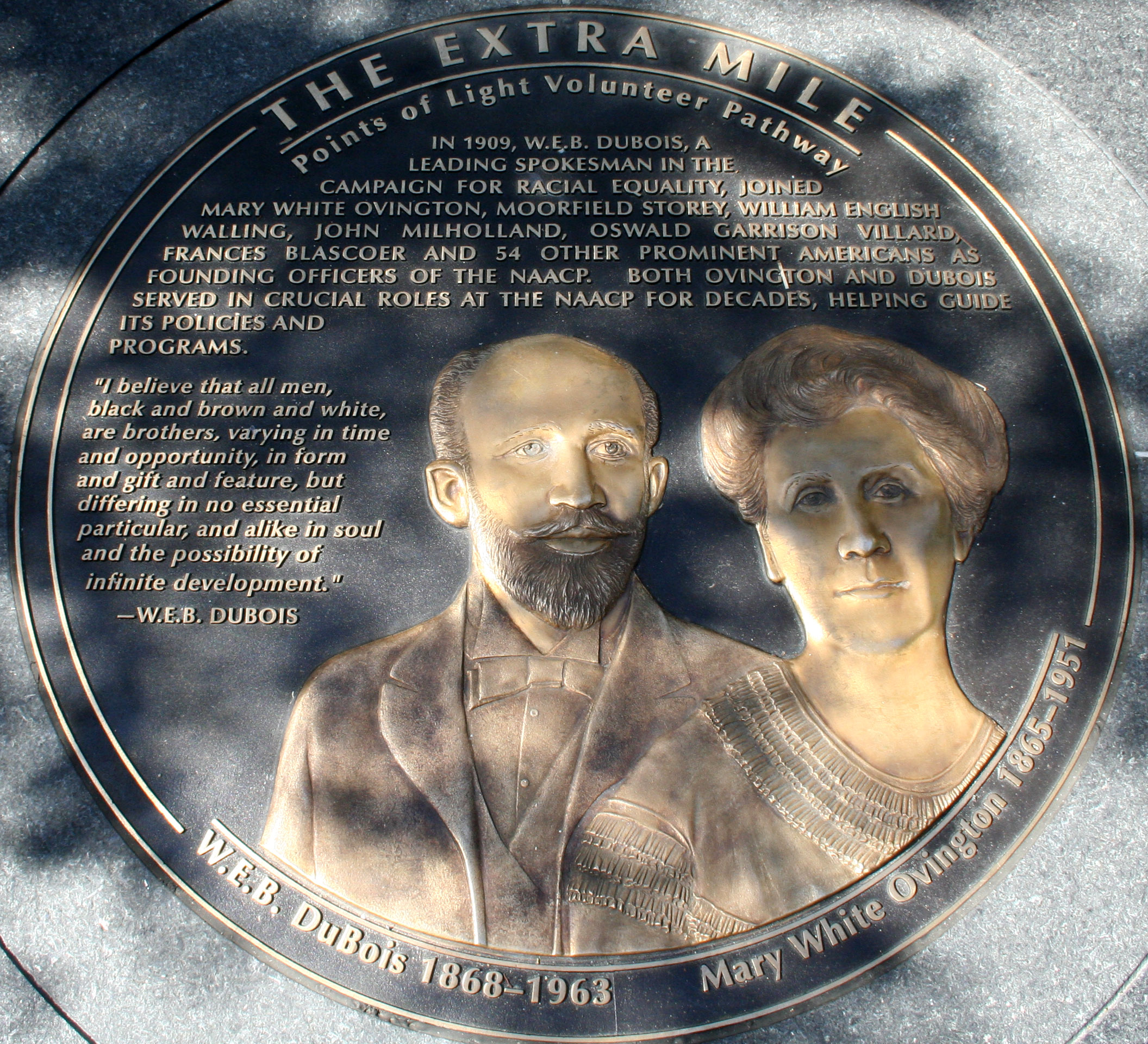
W.E.B. Du Bois et Mary White Ovington. Plaque commémorant la création de la NAACP dans la ville de Washington.

Mary White Ovington, née le 11 avril 1865 à Brooklyn, dans la ville de New York, morte le 15 juillet 1951 à Newton Highlands (en), dans le Massachusetts est une militante socialiste des droits civiques et une suffragette américaine, cofondatrice de la National Association for the Advancement of Colored People (NAACP).

## Biographie

### Jeunesse et formation
Mary White Ovington est né le 11 avril 1865 à Brooklyn, New York. Ses parents, Theodore Tweedy Ovington et  Ann Louisa Ketcham  tous deux membres de l'Église unitarienne, défendaient le droit de vote pour les femmes et étaient impliqués dans le mouvement antiesclavagiste. À l'issue de ses études, commencées au Packer Collegiate Institute et poursuivies à Radcliffe College, elle fut engagée par le Pratt Institute de Brooklyn. Elle participa en 1895 à la création du Greenpoint Settlement, centre d'œuvres sociales dépendant de l'institut, dont elle se vit confier la direction l'année suivante. Cette première expérience lui permit d'intégrer le réseau des travailleurs sociaux de la ville de New York.

### Carrière
Elle démissionna en 1903, lorsqu'elle reçut une bourse d'un autre centre social, la Greenwich House, qui lui offrait le financement de ses projets de recherche. Durant les cinq années suivantes, elle étudia les problèmes d'emploi et de logement dans le quartier noir de Manhattan. Alors qu'elle avait déjà pu faire la connaissance de Booker T. Washington en 1903, ses recherches l'amenèrent à rencontrer à Atlanta le sociologue W.E.B. Du Bois, l'autre grand représentant afro-américain de son temps,. Son travail l'amena à s'investir dans plusieurs organisations afro-américaines comme la National League for the Protection of Colored Women qu'elle co-fonde avec Frances Alice Kellor et Mary Drier (en), puis le Committee for Improving the Industrial Condition of Negroes. En 1905, elle rejoignit les rangs du Parti socialiste, dont les idées exerçaient depuis plusieurs années une influence sur son engagement,.
Elle commença l'année suivante à écrire pour des journaux radicaux, le New York Evening Post d'abord puis The Masses, et New York Call. Son premier article pour le New York Evening Post la conduisit à couvrir la réunion fondatrice du Niagara Movement, une organisation plus radicale dans son approche de la lutte contre les discriminations racistes subies par les Afro-Américains que celles qu'elle soutenait jusqu'alors. Elle correspondit également à cette période avec Ray Stannard Baker dont elle influença les articles pour l'American Magazine regroupés dans l'ouvrage Following the Color Line (1908).
Le 3 septembre 1908, elle lit dans The Independent la description par le socialiste William English Walling (en) de l'émeute raciale subie par les habitants noirs de Springfield dans l'Illinois. Sept personnes avaient été tuées, 40 maisons et 24 commerces détruits. À la fin de son article, intitulé « Race War in the North », Walling appelait à la mobilisation des citoyens américains pour venir en aide à leurs compatriotes afro-américains.
Ovington contacta Walling et convint d'un rendez-vous dans son appartement new-yorkais, auquel se joignit le travailleur social Henry Moskowitz (en). Le petit groupe prit la décision de lancer une campagne qui prendrait comme point de départ une conférence nationale sur les droits civils des Afro-Américains pour le centenaire de la naissance d'Abraham Lincoln, le 12 février 1909. Cette conférence donna naissance au National Negro Committee (en) qui tint sa première rencontre à New York les 31 mai et 1er juin 1909. En mai 1910, lors de sa deuxième conférence publique, le National Negro Committee organisa la National Association for the Advancement of Colored People (NAACP) dont Ovington fut nommée la secrétaire exécutive,.
En 1911, elle assista au Premier Congrès universel des races (First Universal Race Congress) à Londres. Pendant la guerre, elle manifesta une opposition pacifiste à l'engagement américain dans la Première Guerre mondiale. Son engagement dans la NAACP ne faiblit pas et la porta jusqu'à la présidence de l'association, fonction qu'elle occupa de 1919 à 1932. La NAACP avait choisi de combattre sur le terrain légal la ségrégation raciale et les discriminations dans les domaines du logement, de l'éducation, de l'emploi, du vote et des transports. L'association porta plusieurs procès devant la Cour suprême dans l'espoir de faire reconnaître l'inconstitutionnalité des lois Jim Crow adoptées par le sud du pays. Trois jugements de la Cour portant sur le droit de vote et le logement lui furent favorables entre 1915 et 1923.
Ovington se retira du conseil directeur de la NAACP en 1947, après 38 années au service de l'organisation. Elle mourut le 15 juillet 1951. Elle laissait derrière elle plusieurs ouvrages traitant de la question noire, Half a Man (1911) et Status of the Negro in the United States (1913) ; un recueil de biographies de personnalités afro-américaines marquantes, Portraits in Color (1927) ; un ouvrage sur le féminisme dans son rapport au socialisme, Socialism and the Feminist Movement, 1914 ; une autobiographie, intitulée Reminiscences (1932) et une histoire de la NAACP, The Walls Came Tumbling Down (1947).

### Vie personnelle
Après son décès, sa dépouille fut incinérée, ces cendres sont déposées à la  Chapel of the Unitarian Community Church, de New York.

### Archives
Les archives de Mary White Ovington sont déposées à la bibliothèque  Walter P. Reuther Library, Archives of Labor and Urban Affairs (en) de l' Université de Wayne State de Détroit, dans le Michigan.

## Œuvres
- Half a man, the status of the Negro in New York  (préf. Roy Wilkins), Schocken Books, 1911, rééd. 1969, 239 p. (OCLC 882421978, lire en ligne)[14],
- Status of the Negro in the United States, 1913
- Hazel, 1913. L'un des premiers romans spécifiquement écrits pour les enfants noirs aux États-Unis
- Socialism and the Feminist Movement, 1914
- The Upward Path; A Reader for Colored Children, Nabu Press, 1919, rééd. 8 août 2010, 276 p. (ISBN 978-1-177-07148-2, lire en ligne),
- The Shadow, Harcourt, 1920, 370 p. (OCLC 897775581, lire en ligne),
- The awakening : a play, National Association for the Advancement of Colored People, 1923, 68 p. (lire en ligne)(pièce de théâtre),
- Portraits In Color, 1927, rééd 1971, 241 p. (ISBN 978-0-8369-2516-6, OCLC 195335),
- Reminiscences, or Going Back 40 Years, publié initialement dans le Baltimore Afro-American, du 17 septembre 1932 au 25 février 1933. Publié en 1995 sous le titre Black and white sat down together. The reminiscences of an NAACP founder
- The walls came tumbling down : With a New Introd. by Charles Flint Kellogg, Arno Press, 1947, rééd. 1969, 315 p. (ISBN 978-0-405-01884-8, lire en ligne)[15],
- Hazel, Ayer Co Publisher, 1er juin 1972, 162 p. (ISBN 978-0-8369-9117-8),
- Black and White SAT Down Together : The Reminiscences of an NAACP Founder, Feminist Press, 1995, rééd. 2005, 164 p. (ISBN 978-1-55861-099-6),

## Pour approfondir

#### Essais
- (en) Root of Bitterness : Documents of the Social History of American Women, Northeastern University Press, 1986, 379 p. (ISBN 978-1-55553-002-0, lire en ligne),
- (en) Carolyn Wedin, Mary White Ovington and the Founding of the NAACP, Wiley, 1998, 367 p. (ISBN 978-0-471-32724-0, lire en ligne),

#### Articles
- (en-US) Elliott M. Rudwick, « The National Negro Committee Conference of 1909 », The Phylon Quarterly, vol. 18, no 4,‎ 1957, p. 413-419 (7 pages) (lire en ligne ),
- (en-US) Gilbert Osofsky, « Progressivism and the Negro: New York, 1900-1915 », American Quarterly, vol. 16, no 2,‎ 1964, p. 153-168 (16 pages) (lire en ligne ),